# Domaine Leroy
Domaine Leroy ist ein von Lalou Bize-Leroy geleiteter Betrieb und eines der bekanntesten Weingüter in Burgund. Seit 1989 werden die Produkte nach den Regeln der Biologisch-dynamischen Landwirtschaft erzeugt und von Ecocert zertifiziert. Die Weine zählen zu den teuersten des Burgund.

## Geschichte
Der im Jahr 1894 geborene Henri Leroy war Wein und Weinbrand-Händler in dritter Generation. Sein bedeutendster Markt war Deutschland und er unterhielt Geschäftsbeziehungen mit Hugo Asbach. In den 1930er Jahren wurde er ein guter Kunde des bekannten Weinguts Domaine de la Romanée-Conti. Später entwickelte sich eine Freundschaft zu Mitbesitzer Edmond Gaudin de Villaine. Als das Weingut zu Anfang der 1940er Jahre in finanzielle Schwierigkeiten geriet, kaufte Henri Leroy im Jahr 1942 den Anteil von Jacques Chambon. Erst mit dem Tod von Edmond Gaudin de Villaine im Jahr 1950 rückte Leroy zum zweiten Geschäftsführer des Guts auf. Daneben behielt er sein Handelshaus Leroy S.A., das den Exklusivvertrieb der Weine der Domaine de la Romanée-Conti übernahm.
Im Jahr 1974 übernahm seine Tochter Lalou Bize-Leroy die Geschäftsführung der Domaine de la Romanée-Conti gemeinsam mit Aubert de Villaine. Im Jahr 1992 kam es jedoch zum Bruch der geschäftlichen Beziehung. Der Konflikt schwelte jedoch bereits länger. Im Jahr 1988 kaufte Lalou für 65 Millionen Francs das heruntergewirtschaftete Weingut von Charles Noëllat. Zur Finanzierung verkauften Lalou und ihre Schwester Pauline ein Drittel der Beteiligung des Handelshauses Leroy S.A.

## Die Weine
Erzeugt wird ausschließlich Rotwein aus der Rebsorte Pinot noir sowie Weißwein der Rebsorte Chardonnay. Beim keltern der Weine belässt Leroy alle Stielgerüste in der Maische, um dem Wein mehr Tannine zu geben. Die Maischegärung dauert 15 Tage lang und wird temperaturgeführt, wobei die maximale Temperatur bei 33 °C liegt. Die Weine kommen zu 100 Prozent in neue Barrique-Fässer.
Die Domaine Leroy besitzt Flächen in den Grand Cru Lagen Corton-Charlemagne (0,43 ha, Weißwein), Corton-Renardes (0,50 ha), Richebourg (0,78 ha), Romanée-Saint-Vivant (0,99 ha), Clos de Vougeot (1,91 ha), Musigny (0,27 ha), Clos de la Roche (0,67 ha), Latricières-Chambertin (0,57 ha) und Chambertin (0,50 ha). Darüber hinaus verfügt die Domaine über 8 Premier Cru Weine aus Volnay-Santenots „Les Santenots du Milieu“, Savigny-les-Beaune „Les Narbantons“, Nuits-Saint-Georges „Les Vignerondes“, Nuits-Saint-Georges „Les Boudots“, Vosne-Romanée „Aux Brûlées“, Vosne-Romanée „Les Beaux Monts“, Chambolle-Musigny „Les Charmes“ und Gevrey-Chambertin „Les Combottes“.